# Matías González
Matías González   (Artigas, 6 d'agost de 1925 - Montevideo, 12 de maig de 1984) fou un futbolista uruguaià de la dècada de 1950.
Fou 30 cops internacional amb la selecció de l'Uruguai amb la qual fou campió del Mundial de futbol de 1950.
Pel que fa a clubs, defensà els colors de CA Cerro.